# Вязовенка (Рязанская область)
Вязовенка — село в Скопинском районе Рязанской области России, входит в состав Павелецкого городского поселения.

## География
Село расположено в 5 км на восток от центра поселения рабочего посёлка Павелец и в 21 км на запад от райцентра города Скопин.

## История
Вязовенка в качестве села упоминается в списке с Ряжских писцовых книг 1629 – 30 годов, где она описывается за боярином Иваном Никитичем Романовым, а в селе деревянная церковь Рождества Пресвятой Богородицы. По переписным книгам 1646 года в селе Вязовенка значится 93 двора. В 1734 году в Вязовенке числилось 97 дворов, в причте состояло 2 попа, дьякон и 2 причетника. Вместо разобранной за ветхостью старой в 1797 году была поставлена новая деревянная Богородицерождественская церковь. В 1869 году построена и освящена новая церковь того же храмонаименования с Никольским приделом. В 1861 году местным диаконом в Вязовенке открыта была школа на 60 человек, помещавшаяся в его же доме. 
В XIX — начале XX века село входило в состав Павелецкой волости Скопинского уезда Рязанской губернии. В 1906 году в селе было 338 дворов.
С 1929 года село являлось центром Вязовенского сельсовета Скопинского района Рязанского округа Московской области, с 1932 года — в составе Горловского района, с 1937 года — в составе Рязанской области, с 1959 года — в составе Кремлевского сельсовета Скопинского района, с 2005 года — в составе Павелецкого городского поселения.

## Население
| 1859 | 1897  | 1906  | 2010 | 2023 |
| ---- | ----- | ----- | ---- | ---- |
| 1387 | ↗2083 | ↗2430 | ↘64  | ↗90  |